# 匈牙利佛教

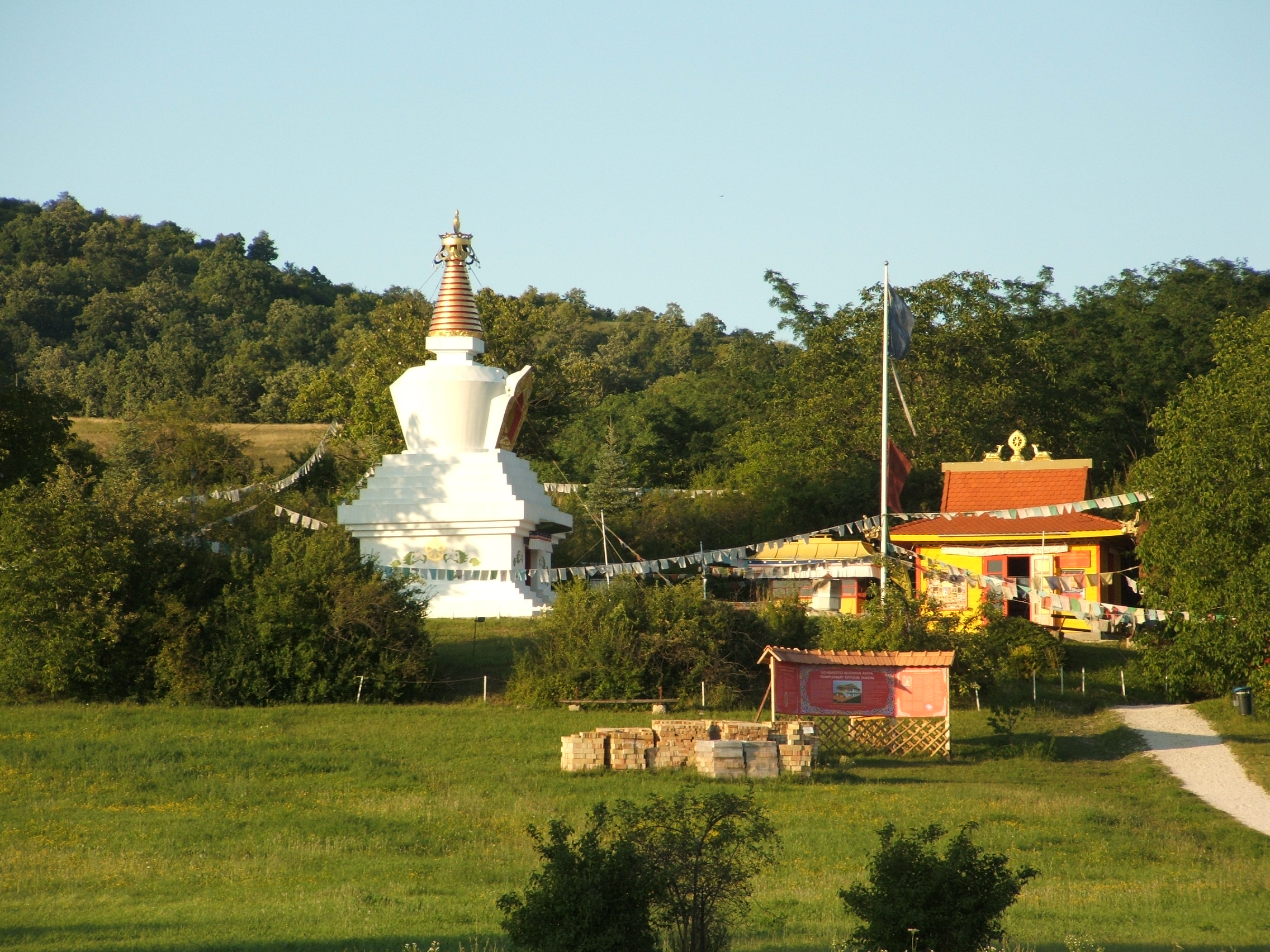
Tar 村的 克勒什·乔玛·山多尔 纪念佛塔.克罗西佛塔

匈牙利的佛教自1951年以来正式以宗教组织形式存在，当时赫特尼·欧内 作为位于德国的阿利亚·弥勒曼荼罗佛教传承成员，成立了“佛教传道会”，该传承属于大乘佛教体系。
然而，首个僧团（佛教社区）早在19世纪90年代就已在马拉默罗什锡盖特成立。当时，霍洛希·约瑟夫 接受了佛教皈依，并于1893年撰写了《佛教教理问答》。 因此，到目前为止，佛法在匈牙利已有130多年历史。
1933年，克勒什·乔玛·山多尔 在日本被尊奉为菩萨。在匈牙利，人们普遍认为霍洛希·约瑟夫是第二位匈牙利菩萨。
拉巴柯兹地区的文化包含了与佛教有明显关联的实物和语言元素。这一区域出土了多尊弥勒佛雕像及其他宗教器物。佛教与匈牙利民族的历史联系主要从语言学角度进行研究，其代表性学者正是科罗斯·乔马本人。
匈牙利佛教内有众多不同的宗派，每个都有独立的机构与信仰体系。这些宗派大多彼此宽容并互相尊重，但交流不多。
截至目前，匈牙利全国已正式建成11座佛塔：其中布达佩斯4座，此外分布在布达凯西、比克莫约罗什德（切尔涅伊内）、扎拉山托、塔尔、贝奇克、曼法以及乌索农场各1座。其中，位于扎拉山托的和平佛塔（扎拉山托）高达36米、宽24米，是欧洲第二高佛塔。
匈牙利还设有一所佛教中学（“法门”佛教中学） 和一所佛教高等学校（“法门”佛教学院)。
匈牙利佛教徒和佛教支持者的具体人数难以估算，不同资料估计在5000至30000人之间。 根据2022年人口普查数据，共有11,042人自认信奉佛教。

## 延伸阅读
- Farkas Attila Márton：《匈牙利的佛教——另类宗教类型的剖析》，匈牙利科学院政治学研究所，民族区域研究中心，布达佩斯，1998年，ISBN 963-9098-59-0，在线访问
- Kárpáty Ágnes：《匈牙利的佛教——一部后现代子文化的过去与现在》，布达佩斯，2001年，ISBN 963-9218-67-7，在线PDF （存档版本）
- Kalmár Csaba（编）：《火花点燃——纪念匈牙利佛教先驱文集》，“法门”出版社，2004年，ISBN 0129004154097